# Lukas Berglund
Lukas Berglund (* Juli 1992) ist ein professioneller schwedischer Pokerspieler. Der ehemalige Onlinepoker-Weltranglistenerste gewann 2011 das Main Event der World Poker Tour.

## Pokerkarriere

### Online
Berglund spielte von Oktober 2010 bis Oktober 2017 online auf allen gängigen Plattformen unter verschiedenen Nicknames. Seine Turniergewinne liegen bei mehr als 5 Millionen US-Dollar, wobei der Großteil von über 3 Millionen US-Dollar unter dem Nickname superkid-bam auf PokerStars erspielt wurde. Zudem spielte der Schwede als lukethafluke (Full Tilt Poker), pepparroten (PokerStars.FR), criiistiano.R7 (partypoker), darth_vader (Winamax), sh00wtam (888poker) und swahiliboy (iPoker). Vom 22. bis 28. Januar 2014 stand er erstmals für eine Woche auf Platz eins des PokerStake-Rankings, das die erfolgreichsten Onlinepoker-Turnierspieler weltweit listet. Insgesamt hatte Berglund die Position für 8 Wochen inne, zuletzt im Juni 2014.

### Live
Berglund spielte Ende Mai 2011 im Alter von 18 Jahren sein erstes Live-Turnier, das Main Event der World Poker Tour (WPT) in Barcelona. Dabei setzte er sich gegen 215 andere Spieler durch und sicherte sich als bisher jüngster Spieler der WPT-Geschichte neben dem Titel eine Siegprämie von 231.500 Euro. Anfang September 2013 belegte er beim Main Event der European Poker Tour (EPT) in Barcelona den mit rund 35.000 Euro dotierten 22. Platz. Mitte April 2014 wurde der Schwede beim EPT-Main-Event in Sanremo Elfter und erhielt dafür ebenfalls ein Preisgeld von knapp 35.000 Euro. Seine bis dato letzte Geldplatzierung erzielte er Mitte August 2014 bei der EPT Barcelona.
Insgesamt hat sich Berglund mit Poker bei Live-Turnieren knapp 500.000 US-Dollar erspielt.